# José Suárez (actor)
José Lisardo Suárez Sánchez (Trubia, Asturias, 19 de septiembre de 1919 - Moreda, Asturias, 6 de agosto de 1981) fue un actor español.

## Biografía
Nacido en Trubia se trasladó a los dos años de edad a Oviedo, permaneciendo en esa ciudad hasta los ocho años. Su padre era maestro armero. En 1927 se traslada junto con sus padres a Logroño. En 1934 tras enfermar su padre, la familia regresa de nuevo a Asturias. Un año más tarde, en 1935 fallece finalmente su padre lo que hace que tenga que abandonar los estudios para apoyar económicamente a su familia, la cual se encontraba en una situación económica precaria. Trabajó en varios empleos, entre ellos el de oficial de artes gráficas en una imprenta de Oviedo.
Al cumplir dieciocho años se enrola en un regimiento de Artillería en Logroño en 1938. Al final de la guerra civil se alistó en la Legión, con destino en Melilla, en donde fue ascendido a cabo y permaneció durante dos años hasta que, en julio de 1941 se alistó como voluntario en la División Azul. En 1943 vuelve a España, después de dos años de campaña en Rusia y consigue empleo como interventor en el ferrocarril Vasco-Asturiano, en Oviedo. 
En 1943 el director Gonzalo Delgrás le selecciona para interpretar el papel de Josefín en su película Altar mayor, dando comienzo así a su carrera cinematográfica en donde participó en un total de sesenta y cuatro films. Actuó en películas como La niña de Luzmela y La muralla feliz. En Brigada criminal realiza su primera gran interpretación, encarnando a un inspector de policía, tipo que repetiría en varias películas. Ese mismo año, 1950, contrae matrimonio en la basílica de Covadonga con María Luisa Vázquez, fruto de este matrimonio es su única hija María Eugenia. 
Después de mostrar su talento en algunos papeles protagonistas, destacando especialmente el de Condenados, su gran oportunidad como actor le llega con Calle Mayor, obra maestra de Juan Antonio Bardem, cuyo triunfo internacional le abrió las puertas del mercado italiano. Su fogosa y violenta creación de Vito en La sfida, dirigida por Francesco Rosi, cimentó su popularidad, y desde entonces intervino con regularidad en una importante serie de coproducciones. Protagonizó también varias películas en México, al lado de algunas de las estrellas más importantes de aquel país, como Dolores del Río o Silvia Pinal. En 1954, según una encuesta del Instituto de Opinión Pública, fue considerado el cuarto mejor actor español tras Fernando Fernán Gómez, Francisco Rabal y Jorge Mistral.
Su voz fue utilizada para el personaje de Bruno Díaz y Batman en la serie de Batman y Robin cuando la misma se grabó en español. Su última película fue La trastienda, y dos años después rodó un episodio de Curro Jiménez. El año 1975, con solo cincuenta y seis años de edad, sufrió una trombosis que le dejó paralizado medio cuerpo. Poco a poco se fue recobrando de su enfermedad, si bien nunca llegó a recuperar la movilidad total de su cuerpo, lo que le dejó prematuramente inhabilitado para el cine.
Entre sus cargos se puede destacar que fue presidente durante nueve años del grupo de Actores en el Sindicato Nacional del Espectáculo, y también presidente de la Mutualidad Laboral de Artistas hasta 1971, cuando fue nombrado alcalde de Aller, siendo jefe local del movimiento. Estaba en posesión de varias condecoraciones de guerra y de la Medalla de Oro de Cisneros. Falleció el 6 de agosto de 1981 en Moreda, localidad donde había fijado su residencia desde su matrimonio.

## Filmografía
- La trastienda (1975)
- Los caballeros del botón de ancla (1974)
- Luisa Fernanda (zarzuela para TVE) (1973)
- Los Camioneros (episodio Seis meses en punto muerto) (1973)
- Una razón para vivir y una para morir (Una ragione per vivere e una per morire) (1972)
- Marianela (1972)
- María (1972)
- El Cristo del océano (1971)
- La montaña rebelde (1971)
- Los jóvenes amantes (1970)
- El amor de María Isabel (1970)
- Cateto a babor (1970)
- La muerte de un presidente (Il prezzo del potere) (1970)
- El mejor del mundo (1969)
- Tierra de gigantes (Il pistolero dell'Ave Maria) (1969)
- América rugiente (Cinque figli di cane) (1969)
- El taxi de los conflictos (1969)
- Cristóbal Colón (1968) (miniserie de TV)
- María Isabel (1968)
- Míster Dinamita: mañana os besará la muerte (Mister Dynamit - morgen küßt Euch der Tod) (1967)
- El primer cuartel (1966)
- Adiós, Texas (1966)
- Operación silencio (Baraka sur X 13) (1966)
- Siete hombres de oro (Sette uomini d'oro) (1965)
- Las verdes banderas de Alá (Le verdi bandiere di Allah) (1964)
- Rueda de sospechosos (1964)
- La boda (1963)
- A tiro limpio (1963)
- Lulú (1963)
- El llanero (1963)
- Scano Boa (1961)
- Cartago en llamas (Cartagine in fiamme) (1960)
- Un bruto para Patricia (1960)
- Diego Corrientes (1959)
- El magistrado (Il magistrato) (1959)
- El desafío (La sfida) (1958)
- Los italianos están locos (Gli italiani sono matti) (1958)
- El batallón de las sombras (1957)
- Las aeroguapas (1957)
- Calle Mayor (1956)
- Melodías de amor (1955)
- El hombre que veía la muerte (1955)
- Señora ama (1955)
- La danza de los deseos (1954)
- Once pares de botas (1954)
- ¿Crimen imposible? (1954)
- Condenados (1953)
- La montaña sin ley (1953)
- Así es Madrid (1953)
- Bronce y luna (1953)
- Aquel hombre de Tánger (1953)
- Ronda española (1951)
- Alba de América (1951)
- Brigada criminal (1950)
- Historia de una escalera (1950)
- La mujer de nadie (1950)
- El hijo de la noche (1950)
- La niña de Luzmela (1949)
- Un viaje de novios (1948)
- La muralla feliz (1947)
- Oro y marfil (1947)
- Trece onzas de oro (1947)
- Altar mayor (1944)

## Premios
Medallas del Círculo de Escritores Cinematográficos
| Año  | Categoría             | Película           | Resultado |
| ---- | --------------------- | ------------------ | --------- |
| 1954 | Mejor actor principal | ¿Crimen imposible? | Ganador   |

Premios Triunfo
| Año  | Categoría           | Película    | Resultado |
| ---- | ------------------- | ----------- | --------- |
| 1957 | Mejor actor español | Calle Mayor | Ganador   |

- El de mejor actor en el Festival de San Sebastián de 1964 por La boda.
- Premio de la Semana de Cine de Lisboa en 1955 por Condenados.